# スターシップ・トゥルーパーズ インベイジョン

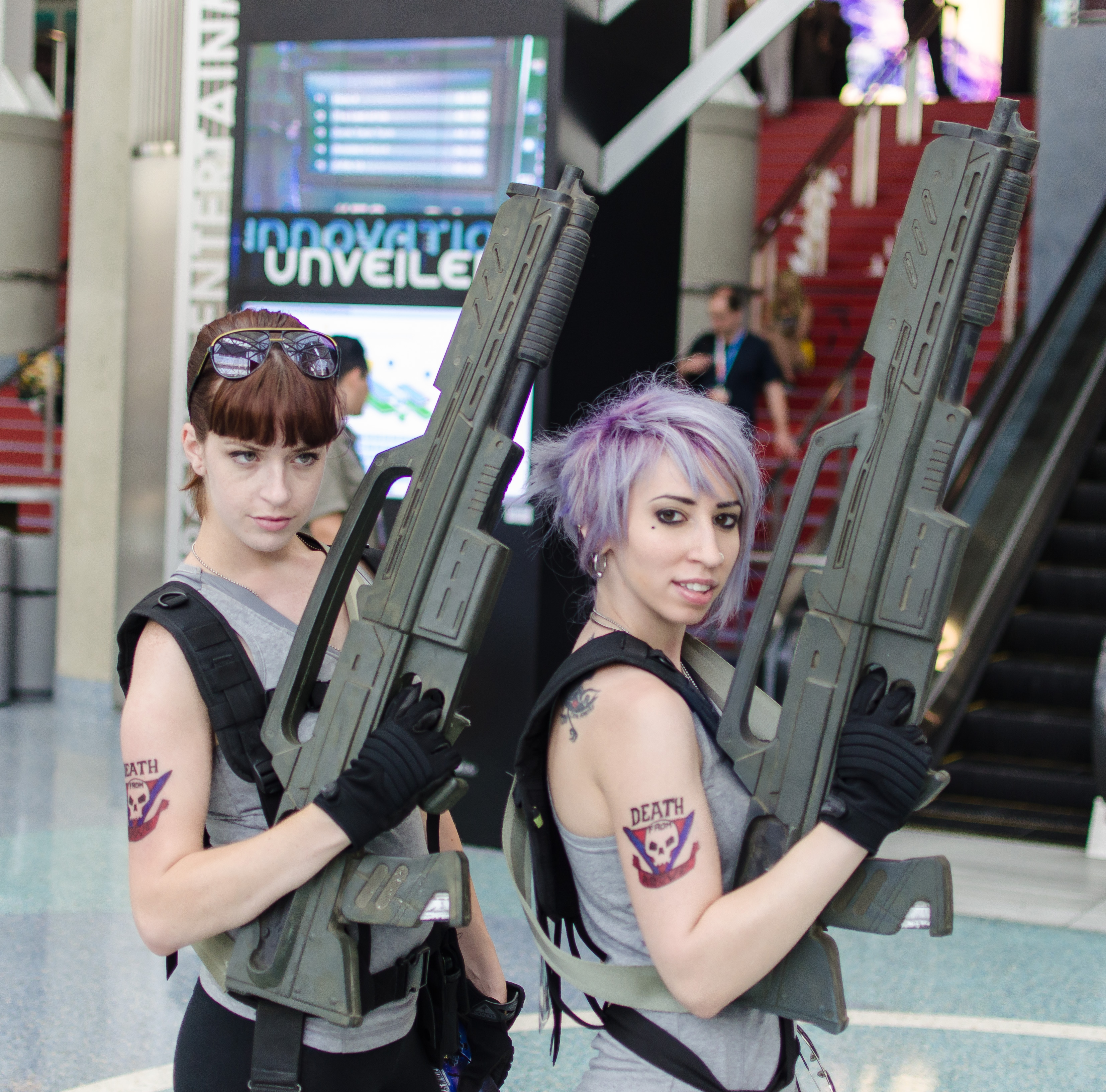
E3 2012会場で本作のプロモーションの一環として本作のキャラクターのコスプレをした女性

『スターシップ・トゥルーパーズ インベイジョン』 (Starship Troopers: Invasion) は、2012年7月21日に公開されたアメリカと日本合作のSFCGアニメ映画。アメリカ映画『スターシップ・トゥルーパーズ』シリーズの第4作に当たる。略称は『STI』。『スターシップ・トゥルーパーズ』シリーズ15周年記念作品である。
日本のCGスタジオSOLA DIGITAL ARTSが制作したフルCG作品であり、監督の荒牧伸志以下、主要スタッフを日本人が務めている。本作の続編として、『スターシップ・トゥルーパーズ レッドプラネット』が、2018年2月10日に公開された。

## ストーリー
小惑星上にある地球連邦軍基地フォート・ケイシー。バグの襲撃を受けたこの基地を奪還する命を受けた強襲艦アレジア号の兵士たちが降り立つが、すでにそこは混乱状態だった。カール・ジェンキンスは重要な貨物の運搬を優先し、強引に戦艦ジョン・A・ウォーデン号を指揮下に置いて飛び立つ。同艦艦長カルメン・イバネスやフォート・ケイシーを守っていたK-12部隊のわずかな生存者はアレジア号のA-01チームに救出され、基地は爆破される。生存者の中には、ヒーローの異名を持ちながらも反逆罪で拘束された囚人、ヘンリー・ヴァロー少佐がいた。
そんなアレジア号にジョニー・リコ将軍から、消息を絶ったジョン・A・ウォーデン号の捜索と調査を命じる指令が入る。それに伴い、K-12部隊員によるヒーロー復帰の嘆願が認められ、任務が開始された。
発見されたジョン・A・ウォーデン号は完全な沈黙状態にあり、ヒーロー率いるトゥルーパーズは艦内を探索するが、クルーやバグの死体が転がっており、激しい戦闘があったことをうかがわせた。やがてヒーローは積荷室に閉じこもったカールを発見するが、彼は「ここが一番安全」「絶対に明かりをつけるな」などと動揺しながら話す。その言葉の意図を察するも一足遅くチャウの手によって電気系統が復旧し、隔壁に閉じ込められていたバグの大群が現れた結果、トゥルーパーズが次々に倒されていくうえ、ジョン・A・ウォーデン号の砲撃がアレジアを撃沈するという大惨事が発生する。ヒーローとカルメン他数名の兵士のみという残存戦力を乗せたまま、ジョン・A・ウォーデン号は突如地球に向けて動き出す。
ヒーローはカルメンに真実を話す。それによればカールは女王バグ捕獲の命令を下したが、その危険度からヒーローは部下を守るために任務を拒否して逮捕され、命令を強行されてジョン・A・ウォーデン号に積み込まれた。そして、カールは女王バグにハッキングしたが逆にハッキングされ、艦の制御を奪われたという。
地球圏のエル・シックス衛星基地では、接近するジョン・A・ウォーデン号からのモールス信号で事情を知ったジョニーが撃墜命令を出すが、女王バグの操る同号はそれを回避して大気圏へ突入する。カルメンやトリッグの活躍で荒野へ墜落させることには成功するが、バグの行動開始は時間の問題だった。ジョニーはマローダーMK-IIを駆って救助に向かい、カールは一部のバグを制御下に置いてヒーローと共に女王バグと対峙した結果、ヒーローはジョニーにカールを託して自爆し、ジョニーは女王バグから脱出艇の制御を取り戻す。カルメンの操縦によって一行は窮地を脱し、メックのカウントダウンでジョン・A・ウォーデン号は爆破され、バグによる地球侵略は辛くも回避された。
カルメンに激昂されたカールは「勝利のため」と切り捨てたうえで「（3人の）友情は永遠、だろ？」と続け、その発言を疑うジョニーにも「お前はヒーローだろ？」と言うが、彼は「ヒーローがいるのはあそこだ」と、爆炎を上げるジョン・A・ウォーデン号を指すのだった。その光景のもと、物語は幕を下ろす。

## 登場人物
声は英語版 / 日本語版の順で記述する。
ジョニー・リコ
声 - デイヴィッド・マトランガ / 黒田崇矢
前作ラストで将軍昇格への打診を断っていたが、数年後に当たる本作では地球連邦軍の将軍として地球圏を守るエル・シックス衛星基地の司令官に就任している。アイパッチにスカーフェイスが歴戦を物語っている。その役職から前線に立つことは減ったようだが闘志は失われておらず、必要とあらば自ら戦地に赴く。『スターシップ・トゥルーパーズ』シリーズの主人公だが、本作では登場シーンが後半に集中している。
カルメン・イバネス
声 - ルーシー・クリスチャン / 小林沙苗
『スターシップ・トゥルーパーズ』から登場している戦艦の艦長。ジョニーのハイスクール時代の恋人。本作は多くの人物の視点で描かれる群集劇ではあるのだが、序盤からラストまで出続けていることから実質的な主人公である。
カール・ジェンキンス
声 - ジャスティン・ドラン / 家中宏
『スターシップ・トゥルーパーズ』から登場している超能力士官。ジョニーのハイスクール時代の親友。本作では地球連邦軍将軍にして超能力戦略担当大臣に就任している。その力を駆使しバグへのハッキングを行っており、やや情緒不安定となっている。女王バグに逆ハッキングを受けてジョン・A・ウォーデン号を乗っ取られたために艦の動力を落とした。その一方でカルメンに超能力で言葉を伝えたり、一部のバグを制御化に置くなどの成果もあげている。
ヘンリー・ヴァロー（ヒーロー）
声 - デイヴィッド・ウォルド / 藤真秀
本作初登場で本作のキーパーソン。階級は少佐でK-12チームの小隊長。ヒーローの異名はその名 HENRY VARRO から。タフで寡黙だが部下からの信頼は厚い。その部下の多くを犠牲にしたカールに反発するが、最後は「必ず勝利しろ」と言い残しその脱出を助けた。
ラッツアス
声 - レラルド・アンザルドゥア / 三宅健太
K-12チームの生き残り、階級は曹長。同僚からは「怪力だがアホ」と言われている。作中ではチャウと組み手を行い引き分けるほか、アイス他女性隊員に相手にされないことを僻んでいた。終盤、メッツとともに艦の爆破工作を行い、ジョニーらとともに脱出し生還した。続編にも登場する。
バグスプレー
声 - アンドリュー・ラブ / 川田紳司
ドハーティ
声 - サム・ローマン / 星野充昭
トリッグ
声 - エミリー・ネヴィス / 平野綾
チャウ
アイス
メック
ホーリーマン

## スタッフ
- 製作総指揮 - エドワード・ノイマイヤー、キャスパー・ヴァン・ディーン
- 監督 - 荒牧伸志
- 助監督 - 矢野アルミ
- ストーリー原案 - 荒牧伸志、ジョセフ・チョウ、河田成人
- 脚本 - フリント・ディリー
- 脚色 - 赤星政尚、谷崎あきら
- 絵コンテ - 荒牧伸志、河田成人、関真、きむらひでふみ
- コンセプトデザイン - 臼井伸二
- キャラクターデザイン - 山田正樹
- クリーチャーデザイン - 森賀宏治
- プロダクションデザイン - 松田大介、ジャック・トン
- モデリングリード - 帆足剛彦
- キャラクタースーパーバイザー - 加納一明
- クリーチャースーパーバイザー - 田山青児
- 背景&プロップスーパーバイザー - 中澤勤、田崎真允
- アニメーションスーパーバイザー - 竹内浩志
- エフェクトスーパーバイザー - 清塚拓也
- コンポジットスーパーバイザー - 松本勝
- 録音監督 - スティーブン・フォスター
- 音響効果 - 笠松広司
- 音楽 - 高橋哲也
- CGIプロデューサー - 河田成人
- プロデューサー - ジョセフ・チョウ
- 制作 - SOLA DIGITAL ARTS
- 制作協力 - ワンダリウム、POLYG Inc.、コロッサススタジオ、MOZOO Inc.、東映アニメーション、Next Visual Studio、PIX RAY VFX Inc.、株式会社フレイム、NTTメディアラボ、MACROGRAPH Inc.、Codelight Inc.
- 製作著作 - Sony Pictures Worldwide Acquisitions Inc.